# Trag amin
Trag amini su endogena jedinjenja strukturno slična klasičnim biogenim aminima, kao što su kateholamini, serotonin i histamin. U trag amine se uvrstavaju p-tiramin, β-feniletilamin, triptamin, oktopamin, i 3-iodotironamin. Oni su rasprostranjeni u životinjskim nervnim sistemima od insekata do sisara. 
Takođe enteogenski DMT se stvara u malim količinama u ljudskom telu u toku normalnog metabolizma enzimom triptamin-N-metiltransferaza.
Trag amini se u značajnoj meri preklapaju sa klasičnim biogenim aminima neurotransmiterima u pogledu hemijskih osobina, sinteze, i razlaganja; trag amini su često kolokalizovani u neuronima sa tim neurotransmiterima.
Psihijatrijski poremećaju kao što je depresija i šizofrenija su bile povezane sa iregularnim nivoima trag amina.